# Люди как боги (роман Уэллса)
Об одноименном романе Сергея Снегова см. «Люди как боги».
«Лю́ди как бо́ги» (англ. Men Like Gods) — научно-фантастический роман Герберта Уэллса о цивилизации людей на планете, называемой «Утопия» в параллельном мире, куда случайно попадают несколько англичан. Показано социальное устройство и технологические достижения людей, построивших на Утопии ноократическое общество. Роман написан и впервые опубликован в 1923 году. Данную утопию советский фантаст Иван Ефремов называл отправной точкой для своего произведения «Туманность Андромеды».

## Сюжет
Действие начинается в Англии в 20-х годах XX века. Журналист небольшой либеральной газеты по имени Барнстейпл (в молодости бывший социалистом) решает некоторое время отдохнуть от надоевшей ему рутины и тайком от семьи уезжает на своей машине в отпуск, но за городом неожиданно попадает (вместе с несколькими другими англичанами — представителями «элиты») в параллельный мир, в котором построен социализм (в понимании Уэллса и его фабианских соратников). Основа сюжета — контакт англичан 1920-х годов с иной цивилизацией и рассказ о социалистическом строе, принципиально противостоящем марксистскому его пониманию (что подчёркивается в финальных размышлениях главного героя):

…Барнстейпл сам был свидетелем великой попытки социалистического движения создать новое общество и неудач этого движения. Социализм был евангелием его юности; он разделял надежды этого движения и его сомнения, участвовал в его острых внутренних раздорах. Он видел, как это движение в узких рамках марксистских формул теряет кротость, свежесть и набирает силу. Он видел, как социализм жертвовал своей созидательной энергией в пользу воинствующей активности. На примере России он увидел способность социализма ниспровергать и неспособность его планировать и строить. Как и всех либерально настроенных людей, его отпугнула самонадеянность большевиков и их неудача…

Марксисты в течение полустолетия бесцельно растрачивали силы Революции; они не обладали предвидением, а лишь осуждали установившийся порядок вещей. Они оттолкнули от себя талантливых ученых своей чванной псевдоученостью, напугали их своей нетерпимой ортодоксальностью; их ошибочная уверенность, что все идеи обусловлены материальными обстоятельствами, заставила их пренебрегать воспитанием и критикой. Они пытались построить социальное единство на ненависти и отвергали всякую другую движущую силу, кроме ожесточённой классовой войны… Но теперь, в дни его сомнений и усталости, видение нового мира снова возвращается к социализму, и унылое зрелище диктатуры пролетариата снова уступает дорогу Утопии, требованиям общества справедливого и мирного, где все богатства будут создаваться и использоваться для общего блага, где каждый гражданин будет освобождён не только от принудительного труда, но и от невежества и где излишек энергии будет разумно направлен на развитие знаний и красоты.

Вторжение чужаков дорого обходится этому миру — помимо культурного смущения умов, англичане занесли в него земные болезни своего времени, которые оказываются смертельными для утопийцев, так как те уже уничтожили все болезни, и, из-за отсутствия болезней, не имели иммунитета. Но утопийцы успешно справились с возникшей опасностью. И сам Барнстейпл, преображённый и помолодевший, возвращается в Англию, где думает приступить к строительству Утопии.

## Книга на русском языке
- Герберт Уэллс. Собрание сочинений в пятнадцати томах. — Т. 5. — М.: Правда, 1964.
- Герберт Уэллс. Люди как боги. — М.: Диамант, 1995. — (Библиотека приключений продолжается…)

## Комментарии
1. ↑  Barnstaple, что в оригинале звучит ближе к Барнстапл или Барнстепел — аналогично названию городка в Девоне.